# Erich Pommer

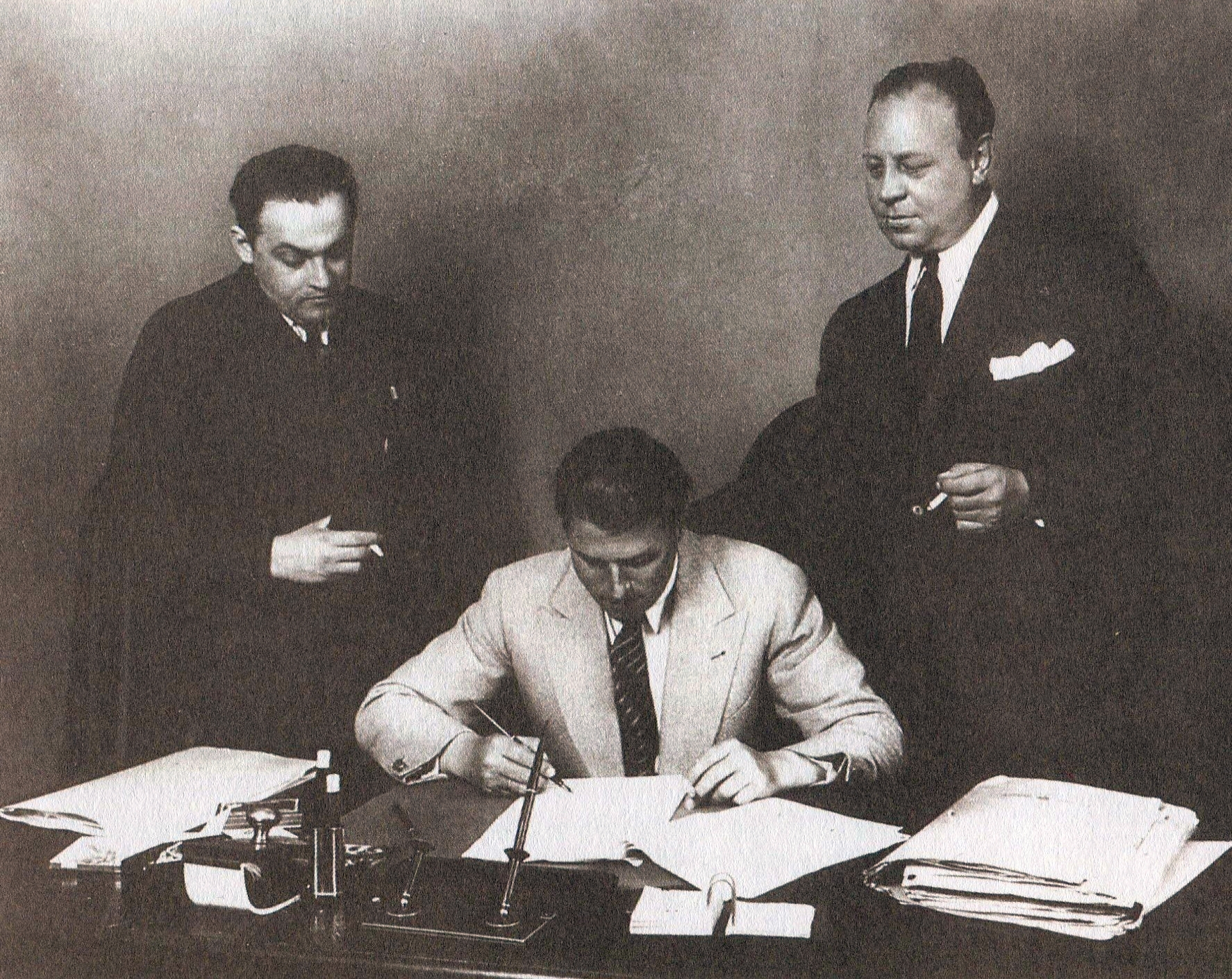
Erich Pommer (à gauche).

Pour les articles homonymes, voir Pommer.
Erich Pommer, né le 20 juin 1889 à Hildesheim et mort le 8 mai 1966 à Los Angeles, est un producteur de cinéma allemand qui a pris la nationalité américaine. Il est notamment producteur et scénariste de L'Ange bleu, et coscénariste de Métropolis.

## Biographie
Fils de Gustav Pommer et de son épouse, née Anna Jacobson, tous deux d'origine juive, Erich Pommer vit à partir de 1896 à Göttingen, où son père dirige une fabrique de conserves. La famille déménage à Berlin en 1905.
Erich Pommer suit les cours d'une école commerciale et entre comme vendeur, en 1907, auprès de la filiale berlinoise de Gaumont. Il prend la direction de la filiale de Gaumont à Vienne en 1910. Après son service militaire, il quitte Gaumont pour une autre compagnie française, Éclair, en 1912 à Vienne, puis l'année suivante à Berlin. Il combat pendant la Grande guerre et reçoit la Croix de fer de IIe classe au front. Il est blessé en 1917 et dirige le service cinématographique de l'armée allemande en Roumanie.
Erich Pommer est membre depuis 1915 de la Decla-Film-Gesellschaft Holz u Co fondée par Rudolf Meinert. Celle-ci fusionne avec Universum Film AG, plus connue sous le nom de UFA, en 1921. C'est à cette époque que Pommer produit des films qui allaient marquer l'histoire du cinéma allemand et l'histoire du cinéma mondial, comme Métropolis de Fritz Lang en 1927 qui était alors le film allemand le plus coûteux de l'histoire du cinéma allemand avec 5 millions de Reichsmarks.
Après l'échec de Metropolis il est renvoyé de l'UFA[réf. nécessaire], engagé à la Paramount Pictures et avant de revenir en novembre 1927 travailler à la UFA.
Le chef-d'œuvre qu'il produit ensuite est L'Ange bleu en 1930, réalisé par Josef von Sternberg, avec Marlène Dietrich et Emil Jannings. À cause des lois raciales, Erich Pommer doit émigrer à Paris en 1933, où il travaille pour la compagnie Fox Film. En 1938, il produit et réalise L'excentrique Ginger Ted (Vessel of Wrath), avec Charles Laughton et Elsa Lanchester. Plus tard il part s'établir à Hollywood. Sa santé étant fragile, il doit à partir de 1940 travailler avec sa femme (née Gertrud Levy) dans une fabrique de porcelaine. Il obtient la nationalité américaine en 1944.
Il retourne en Allemagne de 1946 à 1949 en tant qu'officier du renseignement de l'armée américaine, travaillant pour le service cinématographique. Il poursuit ensuite son activité de production, mais il est gravement malade et est amputé d'une jambe.
Erich Pommer meurt en Californie en 1966.

## Filmographie partielle
- 1915 : Der Herr ohne Wohnung
- 1919 : Les Araignées - 1 : Le Lac d'or (Die Spinnen - 1. Teil: Der Goldene See) de Fritz Lang
- 1920 : Les Araignées - 2 : Le Cargo de diamants (Die Spinnen - 2. Teil: Das Brillantenschiff) de Fritz Lang
- 1920 : Die Nacht der Königin Isabeau de Robert Wiene
- 1921 : Das Spiel mit dem Feuer de Georg Kroll et Robert Wiene
- 1923 : Sa femme l'inconnue de Benjamin Christensen
- 1925 : La Chronique de Grieshuus (Zur Chronik von Grieshuus) d'Arthur von Gerlach
- 1926 : Manon Lescaut d'Arthur Robison
- 1926 : Les Frères Schellenberg de Karl Grune
- 1927 : Hotel Imperial de Mauritz Stiller
- 1927 : Metropolis de Fritz Lang
- 1927 : California de W. S. Van Dyke
- 1929 : Mélodie du cœur (Melodie des Herzens) de Hanns Schwarz, premier film  allemand parlant
- 1930 : Le Cambrioleur (Einbrecher) de Hanns Schwarz
- 1931 : L'Homme qui cherche son assassin de Robert Siodmak
- 1932 : Un rêve blond de Paul Martin
- 1932 : À moi le jour, à toi la nuit de Ludwig Berger et Claude Heymann
- 1933 : Early to Bed de Ludwig Berger
- 1934 : Music in the Air de Joe May
- 1934 : On a volé un homme de Max Ophüls
- 1938 : Vessel of Wrath (réalisé par ses soins)
- 1940 : Chantez, dansez, mes belles ! (Dance, Girl, Dance) de Dorothy Arzner
- 1954 : Une histoire d'amour (Eine Liebesgeschichte) de Rudolf Jugert